# フリスティナ・ルセバ
フリスティナ・ヴチコワ（Hristina Vuchkova、1991年10月1日 - ）は、ブルガリアの女子バレーボール選手。旧姓はルセバ（Ruseva）。ブルガリア代表。

## 来歴
2008年、VC CSKA Sofiaでプロとしてのキャリアをスタートさせ、2010年、ブルガリア代表に初選出される。同年のヨーロッパリーグで銀メダルを獲得した。
2013年、ワールドグランプリに出場した。2017年からは代表チームの主将を務め、2018年の世界選手権に出場した。

## 球歴
- 世界選手権 - 2014年、2018年
- 欧州選手権 - 2011年、2013年
- ワールドグランプリ - 2013年、2014年

## 受賞歴
- 2018年 ヨーロッパリーグ ベストミドルブロッカー賞

## 所属クラブ
- VC CSKA Sofia（2008-2011年）
- ベルガモ（2011-2012年）
- ラビタ・バクー（2012-2013年）
- LJ Modena（2013-2014年）
- ニルフェル・ベレディイェスポル（2014-2015年）
- ラビタ・バクー（2015-2016年）
- ガラタサライ（2016-2018年）
- トゥルク・ハヴァ・ヨラーリ（2018-2019年）
- VK Maritsa（2019-2020年）
- PTT SK（2020-2021年）
- イモコ・コネリアーノ（2021-2022年）
- 北京女排（2022-2023年）
- フェネルバフチェ（2023年）
- 遼寧女排（2023年）
- オマハ・スーパーノーヴァス（2023-2024年）
- フェネルバフチェ（2024-）